# Bohdan Shershun
Bohdan Mykolayovych Shershun (en ukrainien : Богда́н Миколайович Ше́ршун, transcription française : Bohdan Mykolaïovytch Cherchoun) est un footballeur ukrainien, né le 14 mai 1981 à Khmelnytskyï et mort le 8 janvier 2024. Il joue au poste de défenseur.
Il joue en équipe d'Ukraine entre 2003 et 2006.

## Palmarès
- CSKA Moscou
  - Vainqueur du Championnat de Russie en 2003.
  - Vainqueur de la Coupe de Russie en 2002.
  - Vainqueur de la Supercoupe de Russie en 2004.
- Ligue Europa (1)
  - Vainqueur : 2005